# 在線約會

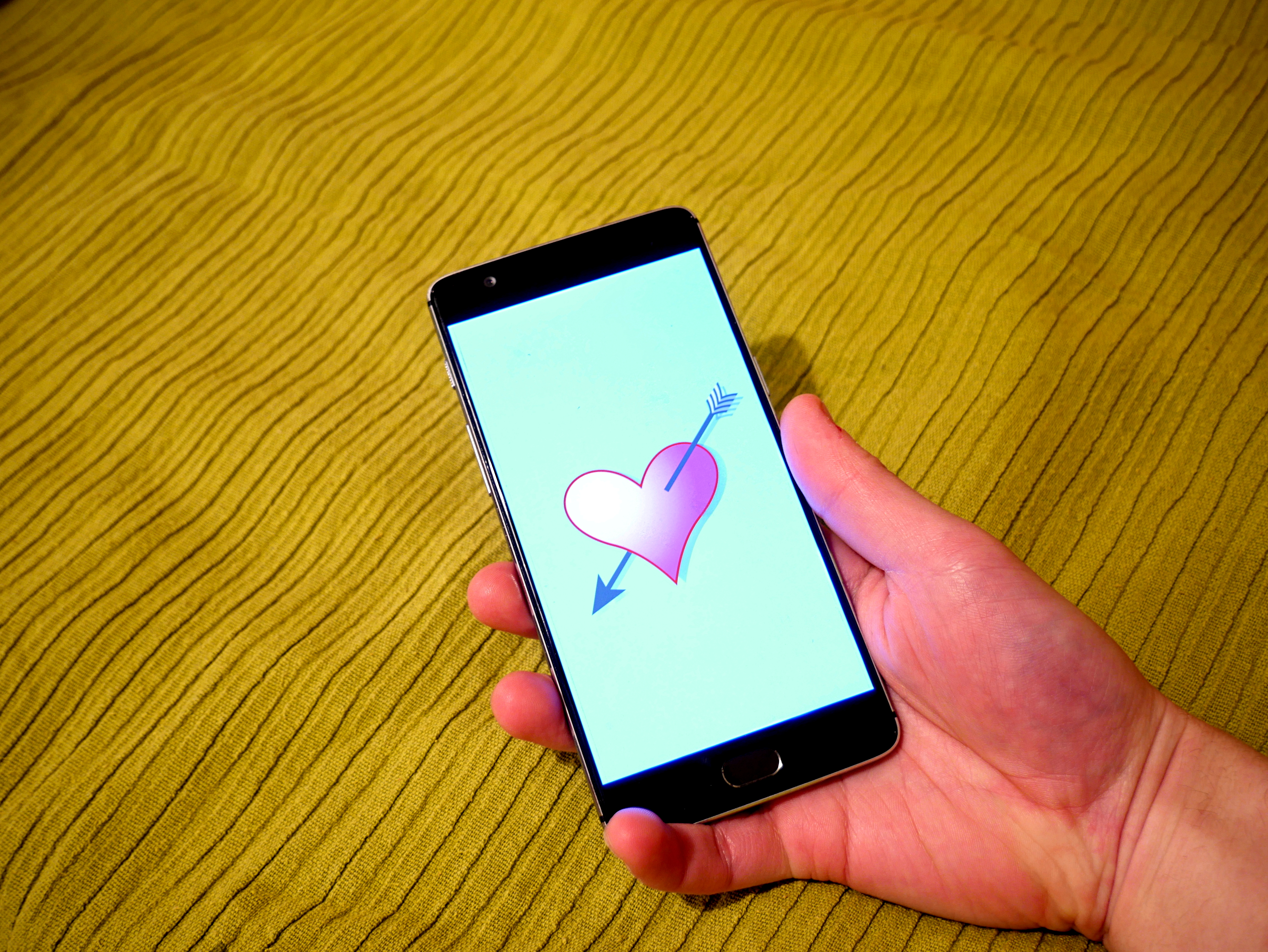
自2010年代以来，越來越多的用戶通過智能手机進行在線約會。

在线约会是指通過互联网（网站或应用程序）尋覓、交流、約見潛在的伴侶或性伙伴。一般而言，用戶會在提供在线约会服务的網站或應用程序上註冊為會員。會員需创建个人资料和上传个人信息，這些信息包括但不限于年龄、性别、性傾向、地理位置、照片和視頻。会员也可以查看網站中其他会员的个人资料，並根據可见的个人资料信息来决定是否主动联系對方。在线约会服务有不同的盈利模式。一些网站完全免费，通過广告投放獲取收入。一些网站则允許免费注册和使用，并提供可选的付费高级服务。还有一些仅依靠付费会员订阅獲取收入。